# Никола Стајић
Никола Стајић (Параћин, 8. септембар 2001) српски је фудбалер који тренутно наступа за Панетоликос.

## Каријера
Стајић је фудбал почео да тренира у родном Параћину и затим прошао млађе категорије Црвене звезде. Неколико месеци провео је на позајмици у Бродарцу, а потом је неко време тренирао с екипом Графичара. У септембру 2020. уступљен је шпанском трећелигашу Сан Фернанду где је наступао током такмичарске 2020/21. У Графичар се вратио наредне сезоне, одигравши већину утакмица у Првој лиги Србије. У јулу 2022. је потписао за нишки Раднички. Крајем новембра исте године напустио је клуб. У јануару 2023. потписао је за Панетоликос.

## Репрезентација
Стајић је био на списку кадетске репрезентације Србије за квалификационе утакмице ка Европском првенству током пролећа 2018. У септембру исте године дебитовао је за млађу омладинску репрезентацију и за њу касније стандардно наступао. Редовно је играо и за екипу узраста до 19 година све до пандемије ковида 19 услед које су такмичења обустављена. Репрезентација се поново окупила у каснијем термину због промене календара, али је УЕФА потом отказала квалификациони циклус утакмица за Европско првенство и завршни турнир.

## Статистика

### Клупска
Ажурирано 25. јануара 2023.
|                          |          |                     |    |   |   |   |   |   |   |   |    |   |  |  |
| Бродарац (позајмица)     | 2019/20. | Српска лига Београд | —  | — | — | — | — | — | — | — | —  | — |  |  |
|                          |          |                     |    |   |   |   |   |   |   |   |    |   |  |  |
| Сан Фернандо (позајмица) | 2020/21. | Трећа лига Шпаније  | 2  | 0 | 1 | 0 | — | — | — | — | 3  | 0 |  |  |
|                          |          |                     |    |   |   |   |   |   |   |   |    |   |  |  |
| Графичар                 | 2021/22. | Прва лига Србије    | 26 | 1 | 0 | 0 | — | — | — | — | 26 | 1 |  |  |
|                          |          |                     |    |   |   |   |   |   |   |   |    |   |  |  |
| Раднички Ниш             | 2022/23. | Суперлига Србије    | 9  | 0 | 1 | 0 | 1 | 0 | — | — | 11 | 0 |  |  |
|                          |          |                     |    |   |   |   |   |   |   |   |    |   |  |  |
| Панетоликос              | 2022/23. | Суперлига Грчке     | 0  | 0 | 0 | 0 | — | — | — | — | 0  | 0 |  |  |
|                          |          |                     |    |   |   |   |   |   |   |   |    |   |  |  |
| Каријера                 | Каријера | Каријера            | 37 | 1 | 2 | 0 | 1 | 0 | — | — | 40 | 1 |  |  |
|                          |          |                     |    |   |   |   |   |   |   |   |    |   |  |  |

### Утакмице у дресу репрезентације
| Репрезентација Србије у узрасту до 18 година старости | Репрезентација Србије у узрасту до 18 година старости | Репрезентација Србије у узрасту до 18 година старости | Репрезентација Србије у узрасту до 18 година старости | Репрезентација Србије у узрасту до 18 година старости | Репрезентација Србије у узрасту до 18 година старости | Репрезентација Србије у узрасту до 18 година старости | Репрезентација Србије у узрасту до 18 година старости | Репрезентација Србије у узрасту до 18 година старости | Репрезентација Србије у узрасту до 18 година старости |
| #                                                     | Датум                                                 | Такмичење                                             | Локација                                              | Домаћин                                               | Резултат                                              | Гост                                                  | Гол                                                   | Реф.                                                  |                                                       |
| ----------------------------------------------------- | ----------------------------------------------------- | ----------------------------------------------------- | ----------------------------------------------------- | ----------------------------------------------------- | ----------------------------------------------------- | ----------------------------------------------------- | ----------------------------------------------------- | ----------------------------------------------------- | ----------------------------------------------------- |
| 1.                                                    | 7. септембар 2018.                                    | Пријатељска утакмица                                  | Стадион у Горњој Вароши, Земун                        | Србија                                                | 0 : 2                                                 | Италија                                               |                                                       | [ 22 ]                                                |                                                       |
| 2.                                                    | 7. септембар 2018.                                    | Пријатељска утакмица                                  | Стадион ФК Радник, Сурдулица                          | Србија                                                | 2 : 0                                                 | Северна Македонија                                    |                                                       | [ 23 ]                                                |                                                       |
| 3.                                                    | 18. новембар 2018.                                    | Пријатељска утакмица                                  | Стадион Чаир, Ниш                                     | Србија                                                | 2 : 0                                                 | Северна Македонија                                    |                                                       | [ 24 ]                                                |                                                       |
| 4.                                                    | 9. децембар 2018.                                     | Међународни турнир у Израелу                          | Стадион у Шефaиму                                     | Израел                                                | 2 : 1                                                 | Србија                                                |                                                       | [ 25 ]                                                |                                                       |
| 5.                                                    | 11. децембар 2018.                                    | Међународни турнир у Израелу                          | Шефајим, Израел                                       | Србија                                                | 1 : 1                                                 | Немачка                                               |                                                       | [ 26 ]                                                |                                                       |
| 6.                                                    | 5. фебруар 2019.                                      | Турнир Грaн Кaнaријa                                  | Маспаломас, Лас Палмас                                | Шпанија                                               | 3 : 1                                                 | Србија                                                |                                                       | [ 27 ]                                                |                                                       |
| 7.                                                    | 6. фебруар 2019.                                      | Турнир Грaн Кaнaријa                                  | Маспаломас, Лас Палмас                                | Јапан                                                 | 6 : 0                                                 | Србија                                                |                                                       | [ 28 ]                                                |                                                       |
| 8.                                                    | 8. фебруар 2019.                                      | Турнир Грaн Кaнaријa                                  | Маспаломас, Лас Палмас                                | Канарска Острва                                       | 1 : 3                                                 | Србија                                                |                                                       | [ 29 ]                                                |                                                       |
| 9.                                                    | 18. април 2019.                                       | Пријатељска утакмица                                  | Тренинг центар Зеница                                 | Босна и Херцеговина                                   | 1 : 2                                                 | Србија                                                |                                                       | [ 30 ]                                                |                                                       |
| 10.                                                   | 13. јун 2019.                                         | Пријатељска утакмица                                  | Национални фудбалски центар Брдо, Брдо код Крања      | Словенија                                             | 0 : 0                                                 | Србија                                                |                                                       | [ 31 ]                                                |                                                       |
| 10                                                    | Укупан број утакмица и минута проведених на терену    | Укупан број утакмица и минута проведених на терену    | Укупан број утакмица и минута проведених на терену    | Укупан број утакмица и минута проведених на терену    | Укупан број утакмица и минута проведених на терену    | Укупан број утакмица и минута проведених на терену    | 0                                                     |                                                       |                                                       |

| Репрезентација Србије у узрасту до 19 година старости | Репрезентација Србије у узрасту до 19 година старости | Репрезентација Србије у узрасту до 19 година старости | Репрезентација Србије у узрасту до 19 година старости | Репрезентација Србије у узрасту до 19 година старости | Репрезентација Србије у узрасту до 19 година старости | Репрезентација Србије у узрасту до 19 година старости | Репрезентација Србије у узрасту до 19 година старости | Репрезентација Србије у узрасту до 19 година старости | Репрезентација Србије у узрасту до 19 година старости |
| #                                                     | Датум                                                 | Такмичење                                             | Локација                                              | Домаћин                                               | Резултат                                              | Гост                                                  | Гол                                                   | Реф.                                                  |                                                       |
| ----------------------------------------------------- | ----------------------------------------------------- | ----------------------------------------------------- | ----------------------------------------------------- | ----------------------------------------------------- | ----------------------------------------------------- | ----------------------------------------------------- | ----------------------------------------------------- | ----------------------------------------------------- | ----------------------------------------------------- |
| 1.                                                    | 6. септембар 2019.                                    | Меморијални турнир „Стеван Вилотић Ћеле”              | Градски стадион, Суботица                             | Србија                                                | 3 : 0                                                 | Израел                                                |                                                       | [ 32 ]                                                |                                                       |
| 2.                                                    | 8. септембар 2019.                                    | Меморијални турнир „Стеван Вилотић Ћеле”              | Градски стадион, Сента                                | Србија                                                | 3 : 3                                                 | Мађарска                                              |                                                       | [ 33 ]                                                |                                                       |
| 3.                                                    | 10. септембар 2019.                                   | Меморијални турнир „Стеван Вилотић Ћеле”              | Градски стадион, Суботица                             | Србија                                                | 2 : 0                                                 | Црна Гора                                             |                                                       | [ 34 ]                                                |                                                       |
| 4.                                                    | 8. октобар 2019.                                      | Квалификације за Европско првенство                   | Стадион Чукаричког, Баново брдо                       | Румунија                                              | 1 : 1                                                 | Србија                                                |                                                       | [ 35 ]                                                |                                                       |
| 5.                                                    | 11. октобар 2019.                                     | Квалификације за Европско првенство                   | Стадион у Горњој Вароши, Земун                        | Србија                                                | 8 : 0                                                 | Литванија                                             |                                                       | [ 36 ]                                                |                                                       |
| 6.                                                    | 14. октобар 2019.                                     | Квалификације за Европско првенство                   | Кућа фудбала, Стара Пазова                            | Србија                                                | 0 : 4                                                 | Шпанија                                               |                                                       | [ 37 ]                                                |                                                       |
| 7.                                                    | 10. март 2020.                                        | Пријатељска утакмица                                  | Кућа фудбала, Стара Пазова                            | Србија                                                | 3 : 0                                                 | Бугарска                                              |                                                       | [ 38 ]                                                |                                                       |
| 8.                                                    | 12. март 2020.                                        | Пријатељска утакмица                                  | Кућа фудбала, Стара Пазова                            | Србија                                                | 2 : 0                                                 | Бугарска                                              |                                                       | [ 39 ]                                                |                                                       |
| 8                                                     | Укупан број утакмица и постигнутих погодака           | Укупан број утакмица и постигнутих погодака           | Укупан број утакмица и постигнутих погодака           | Укупан број утакмица и постигнутих погодака           | Укупан број утакмица и постигнутих погодака           | Укупан број утакмица и постигнутих погодака           | 0                                                     |                                                       |                                                       |